# Верхнекугенерское сельское поселение
Верхнекугенерское сельское поселение — муниципальное образование (сельское поселение) в составе Сернурского района Марий Эл Российской Федерации.
Административный центр поселения — деревня Верхний Кугенер.

## История
Статус и границы сельского поселения установлены Законом Республики Марий Эл от 18 июня 2004 года № 15-З «О статусе, границах и составе муниципальных районов, городских округов в Республике Марий Эл».

## Население
| 2002  | 2010  | 2011  | 2012  | 2013  | 2014  | 2015  |
| ----- | ----- | ----- | ----- | ----- | ----- | ----- |
| 1130  | ↗2541 | ↘2536 | ↘2494 | ↘2436 | ↘2407 | ↘2390 |
| 2016  | 2017  | 2018  | 2019  | 2020  | 2021  | 2023  |
| ↘2385 | ↘2374 | ↗2375 | ↘2349 | ↘2315 | ↘1942 | ↘1892 |

## Состав поселения
В состав сельского поселения входят 16 деревень:
| №  | Населённый пункт   | Тип населённого пункта          | Население |
| -- | ------------------ | ------------------------------- | --------- |
| 1  | Верхний Кугенер    | деревня, административный центр | ↗376      |
| 2  | Большая Мушка      | деревня                         | ↗290      |
| 3  | Большой Торешкюбар | деревня                         | ↗230      |
| 4  | Веткино            | деревня                         | ↘32       |
| 5  | Йошкар Ушем        | деревня                         | ↗21       |
| 6  | Кучукенер          | деревня                         | ↗70       |
| 7  | Лажъял             | деревня                         | ↗388      |
| 8  | Мари-Купта         | деревня                         | ↘5        |
| 9  | Нижний Кугенер     | деревня                         | ↗190      |
| 10 | Пекпулатово        | деревня                         | ↗28       |
| 11 | Пикурка            | деревня                         | ↗24       |
| 12 | Полдыран           | деревня                         | ↗140      |
| 13 | Средний Торешкюбар | деревня                         | ↗182      |
| 14 | Тамшинер           | деревня                         | ↗327      |
| 15 | Шунсола            | деревня                         | ↗125      |
| 16 | Энермучаш          | деревня                         | ↗113      |